# جوزيه فرنسيس
جوزيه فرنسيس (بالإنجليزية: Josiah Francis)‏ هو دبلوماسي وسياسي أسترالي، ولد في 28 مارس 1890 في إبسوتش في أستراليا، وتوفي في 22 فبراير 1964 في أستراليا. حزبياً، نشط في Nationalist Party (Australia) ‏ والحزب الليبرالي الأسترالي. وقد انتخب عضو مجلس النواب الأسترالي عن دائرة Division of Moreton ‏ (16 ديسمبر 1922 – 4 نوفمبر 1955).